# Rio Torola
Torola é um rio localizado no território de El Salvador, na América Central. Faz fronteira com as Honduras.